# Route départementale 148 (Val-de-Marne)
Pour les articles homonymes, voir Route départementale 148.
Dans le Val-de-Marne, la route départementale 148 relie L'Haÿ-les-Roses à Joinville-le-Pont.
Elle fait partie du réseau routier principal du département.

## Histoire
- Avant 2009, cet axe était la D60, D126, D55, D55a, D48 et D48e.

## Itinéraire
- L'Haÿ-les-Roses
  - Avenue Larroumès
  - Rue Jean-Jaurès
  - Rue Dispan
  - Avenue du Général-de-Gaulle
- Villejuif
  - Avenue de la République
  - Avenue Louis-Aragon
- Vitry-sur-Seine
  - Avenue du Moulin-de-Saquet
  - Place de la Libération
  - Avenue Henri-Barbusse
  - Avenue Jean-Jaurès 
  - Avenue du Président-Salvador-Allende
  - Pont du Port-à-l'Anglais
- Alfortville
  - Rue Émile-Zola
- Maisons-Alfort
  - Avenue de la République
- Joinville-le-Pont
  - Avenue Pierre-Mendès-France
  - Avenue du Président-John-Fitzgerald-Kennedy

## Trafic et accidentologie
- Entre 20 000 et 50 000 véhicules par jour environ en 2007.

## Galerie

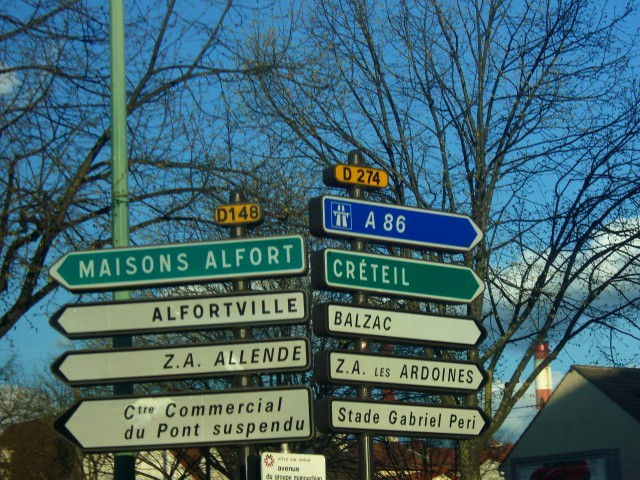
La D148 au croisement avec la D274.